# جامعة كاليفورنيا الولائية
جامعة كاليفورنيا الولائية أو الحكومية (بالإنجليزية: California State University أو (Cal State أو CSU)‏ هي منظومة جامعية عامة تقع في ولاية كاليفورنيا الأمريكية وتضم 23 حرما جامعيا. عدد طلاب الجامعة 437 ألف طالب و 44 ألف أستاذ جامعي. يبلغ عدد الخريجين الذين ما زالوا على قيد الحياة 1,340,000 خريج. تبلغ ميزانية الجامعة 7.2 مليار دولار. هي منظومة التعليم الجامعي الثانية في الولاية إضافة إلى منظومة جامعة كاليفورنيا (بالإنجليزية: University of California)‏.
تضم المنظومة الجامعية 23 جامعة كل منها له حرم جامعي متكامل وفروع مختلفة من التخصصات، وتدرس على مستوى البكالوريوس أساسًا، إضافة إلى تخصص الماجستير في بعض التخصصات وبعض الحُرم الجامعية. تعتبر المنظومة الأكبر في الولايات المتحدة ومن أكبر الجامعات عالمياً، وتضم عددًا كبيرًا من أعضاء هيئة التدريس ويكاد يقال أنها تضم أعضاء هيئة تدريس في كافة التخصصات.

## فروع منظومة جامعة كاليفورنيا الولائية
1. أكاديمية كاليفورنيا البحرية (بالإنجليزية: California Maritime Academy)‏
2. جامعة كاليفورنيا متعددة التقنيات الولائية (في سان لويس أوبيسبو) (بالإنجليزية: California Polytechnic State University, San Luis Obispo)‏
3. جامعة كاليفورنيا الولائية (إيست بيه) (بالإنجليزية: California State University, East Bay)‏
4. جامعة كاليفورنيا الولائية (بيكرزفيلد) (بالإنجليزية: California State University, Bakersfield)‏
5. جامعة كاليفورنيا الولائية (تشانل آيلندز) (بالإنجليزية: California State University, Channel Islands)‏
6. جامعة كاليفورنيا الولائية (تشيكو) (بالإنجليزية: California State University, Chico)‏
7. جامعة كاليفورنيا الولائية (دومينغز هيلز) (بالإنجليزية: California State University, Dominguez Hills)‏
8. جامعة كاليفورنيا الولائية (ساكرامنتو) (بالإنجليزية: California State University, Sacramento)‏
9. جامعة كاليفورنيا الولائية (سان برناردينو) (بالإنجليزية: California State University, San Bernardino)‏
10. جامعة كاليفورنيا الولائية (سان خوسيه) (بالإنجليزية: California State University, San Jose)‏
11. جامعة كاليفورنيا الولائية (سان دييغو) (بالإنجليزية: California State University, San Diego)‏
12. جامعة كاليفورنيا الولائية (سان فرانسيسكو) (بالإنجليزية: California State University, San Francisco)‏
13. جامعة كاليفورنيا الولائية (سان ماركوس) (بالإنجليزية: California State University, San Marcos)‏
14. جامعة كاليفورنيا الولائية (ستانيسلاس) (بالإنجليزية: California State University, Stanislaus)‏
15. جامعة كاليفورنيا الولائية (سونوما) (بالإنجليزية: California State University, Sonoma)‏
16. جامعة كاليفورنيا الولائية (فرزنو) (بالإنجليزية: California State University, Fresno)‏
17. جامعة كاليفورنيا الولائية (همبولت) (بالإنجليزية: California State University, Humboldt)‏
18. جامعة كاليفورنيا الولائية (فوليرتن) (بالإنجليزية: California State University, Fullerton)‏
19. جامعة كاليفورنيا الولائية (لوس أنجلوس) (بالإنجليزية: California State University, Los Angeles)‏
20. جامعة كاليفورنيا الولائية (لونغبيتش) (بالإنجليزية: California State University, Long Beach)‏
21. جامعة كاليفورنيا الولائية متعددة التقنيات (في بومونا) (بالإنجليزية: California State Polytechnic University, Pomona)‏
22. جامعة كاليفورنيا الولائية (مونتيريه بيه) (بالإنجليزية: California State University, Monterey Bay)‏
23. جامعة كاليفورنيا الولائية (نورثريدج) (بالإنجليزية: California State University, Northridge)‏